# Emanuel von Rehberger

Emanuel von Rehberger als FML 1903

Emanuel Edler von Rehberger (* 16. März 1846 in Olmütz; † 13. Februar 1914) war ein k.k. Feldmarschallleutnant und zuletzt Kommandant der 30. Infanterie-Truppen-Division in Lemberg (heute Lwiw, Ukraine).

## Herkunft und Familie
Emanuel Rehberger war das zweite Kind von Franz Xaver Rehberger, k.k. Leutnant und Franziska Rehberger, geborene Groß.
1877 heiratete Emanuel Rehberger in Wien Elise Jacob von Herminenthal. Aus dieser Ehe stammen die Kinder Emanuel (Mano), Rudolf und Franz. Nach der Geburt von Franz starb Elise mit nur 24 Jahren. Auch Franz wurde nur drei Jahre alt.
1886 heiratete Emanuel Rehberger in Wien Rosa Mully Edle von Oppenried, die Tochter von Generalmajor Josef Mully Edler von Oppenried und Camilla, geborene Dierzer Edle von Traunthal. Aus dieser Ehe stammten die Kinder Robert, Rosa (Roserl, später: Plank von Bachselten), Hermann (als Baby gestorben), Elisabeth (Elsa, später: Lippert) und Emma (Emmi, Emi, später: Freifrau von Leutsch).

## Militärische Karriere und Auszeichnungen
Emanuel Rehberger absolvierte das Kadetteninstitut in Lobzow bei Krakau (später übersiedelt nach Fiume) und die Genieakademie in Klosterbruck bei Znaim, wo er 1865 ausgemustert wurde. Als junger Offizier wurde er 1866 im Rahmen des Deutschen Kriegs am südlichen Kriegsschauplatz eingesetzt und nahm u. a. an der Schlacht bei Custozza teil. Anschließend wurde er in mehreren Garnisonen der Habsburgermonarchie eingesetzt und stationiert, u. a. in Olmütz, Wien, Cattaro, Peterwardein, Czernowitz und ab 1903 als Kommandant der 30. Infanterie Truppen-Division in Lemberg.
- 1893 Oberst

Wappen Rehberger

- Wappen Rehberger1896 Adelsstand mit dem Zusatz Edler von[3]
- 1898 Generalmajor[4]
- 1903 Feldmarschallleutnant[5]
- 1904 Ritterkreuz des österreichisch-kaiserlichen Leopold-Ordens[6]
- am 1. Mai 1905 pensioniert

## Belege
1. ↑  Laut Parte im Privatbesitz
2. ↑  Die k.k. bzw. k.u.k. Generalität 1816–1918, Österreichisches Staatsarchiv, 2007, Seite 148
3. ↑  Wiener Zeitung vom 24. Mai 1896
4. ↑  Danzers Armee-Zeitung vom 3. November 1898
5. ↑  Deutsches Volksblatt vom 1. Mai 1903
6. ↑  Neues Wiener Tagblatt vom 17. April 1904

| Personendaten    | Personendaten                                     |
| ---------------- | ------------------------------------------------- |
| NAME             | Rehberger, Emanuel von                            |
| ALTERNATIVNAMEN  | Rehberger, Emanuel Edler von (vollständiger Name) |
| KURZBESCHREIBUNG | k.k. Feldmarschallleutnant                        |
| GEBURTSDATUM     | 16. März 1846                                     |
| GEBURTSORT       | Olmütz                                            |
| STERBEDATUM      | 13. Februar 1914                                  |